# Белялов, Вячеслав Алиевич
Вячеслав Алиевич Белялов (22 января 1936, Алма-Ата, Казахская АССР — 4 октября 2004, Алма-Ата, Казахстан) — советский и казахстанский кинооператор и кинорежиссёр, лауреат Государственной премии Казахской ССР 1982 года, член Союза кинематографистов СССР. Снял более 60 документальных и научно-популярных фильмов, главным образом о природе Казахстана, редких животных и птицах.

## Биография
Вячеслав начал свою деятельность на киностудии «Казахфильм», ещё не окончив школу, в 1953 году, а через год устроился туда ассистентом оператора. Отслужив три года в Калининграде, в 1960 поступил на заочное отделение ВГИКа, завершив учёбу в 1966 году. С 1962 по 1969 работал на студии «Казахтелефильм», позже вернулся на «Казахфильм» на должность режиссёра-оператора. Осуществлял съёмки для фильма BBC «Царство русского медведя».

## Семья
- Первая жена — Лилия Альбиновна Белялова, врач-кардиолог.
- Сын — Олег Белялов (1960—2020) — орнитолог, фотограф, оператор и режиссер, автор сценариев фильмов о природе Казахстана [2]
- Лариса Мухамедгалиева, сценарист и сорежиссёр фильмов, лауреат Государственной премии (вместе с мужем)

## Награды
Вячеслав Белялов удостоен нескольких наград:
- Бронзовая медаль ВДНХ СССР (1977) за фильм «Аксу-Джабаглы» (1976),
- Премия VIII Всесоюзного фестиваля телефильмов, (Баку, 1978) за фильм «Зачарованный лес пустыни» (1978),
- Премия I Всесоюзного фестиваля фильмов о природе (Воронеж, 1982) за фильм «Дом для серпоклюва» (1980).

## Память
В 2003 году Булат Нусимбеков снял документальный фильм о жизни кинематографиста — «Линия судьбы. Вячеслав Белялов».
22 января 2016 года в Казахской национальной академии искусства имени Т. К. Жургенова прошли дни памяти Вячеслава Белялова, приуроченные к 80-летию со дня его рождения.

## Фильмография
- «Потомство пацуков» (1961);
- «Любимый край — Каратау» (1962);
- «Мы — охотники» (1962);
- «Люди и горы» (1963);
- «Край далекий. Ау» (1964);
- «Художественная самодеятельность Казахстана» (1964);
- «Идет по кручам молодость моя» (1966)
- «Ондатры Балхаша» (1970);
- «Тигр снегов» (1970);
- «Обретешь в бою» (1971);
- «Встречи дружбы» (1971);
- «На страже порядка» (1971);
- «Животный мир Казахстана» (1971);
- «Забытая песня» (1972);
- «Восхождение» (1972);
- «Джунгарские встречи» (1973);
- «Перекочевка» (1974);
- «В горах и пустынях Казахстана» (1975)
- «Низовья Или. Времена года» (1975);
- «Аксу-Джабаглы» (1976) — снят к 50-летию одноимённого заповедника;
- «Беркуты» (1976);
- «Нужны ли дали голубые ?» (1977);
- «Зачарованный лес» (1977);
- «Джунгарский тритон» (1978);
- «Каракурт» (1979);
- «Беркутчи» (серия фильмов, 1979, 1991 и 1992);
- «Дом для серпоклюва» (1980);
- «Устюртский муфлон» (1981);
- «Земля чудес» (1982);
- «Приметы осени глубокой» (1982);
- «Вечно зовущая природа» (1983);
- «Сурок Мензбира» (1984);
- «Каспия зимний мотив» (1984);
- «Гепард возвращается» (1985);
- «Ожерелье голубки» (1985);
- «Бабочки высокогорья» (1986);
- «Сайгаки» (1987);
- «Тигр снегов» (1987)
- «Красавчик Джек» (1988);
- «Соленые слезы Турана» (1988);
- «Фламинго» (1989);
- «Тенгизская пастораль» (1989);
- «Мой дом — пустыня» (1990);
- «Зов» (1990);
- «На берегах Биликоля» (1990);
- «Кудрявый пеликан и другие» (1990)
- «Бакланы» (1991);
- «Стрепет» (1991);
- «На земле Байконура» (1991);
- «Беркутчи-1» (1991);
- «Беркутчи-2» (1991);
- «Царство русского медведя», ВВС (1992);
- «Беркутчи-3» (1992);
- «Орел-стервятник» (1992);
- «Там, за облаками» (1992);
- «Райские птицы» (1993);
- «Семиречье», NHK (1994);
- «Устюрт», NHK (1995);
- «Тугайный олень» (1995);
- «Весенние плесы» (1997);
- «Алтын Эмель» (1997);
- «Земля чудес. Семиречье» ARD-1 (1998);
- «Земля чудес. Устюрт» ARD-1 (1998).